# Basses Loaded
 (avril 2017).
Si vous disposez d'ouvrages ou d'articles de référence ou si vous connaissez des sites web de qualité traitant du thème abordé ici, merci de compléter l'article en donnant les références utiles à sa vérifiabilité et en les liant à la section « Notes et références ».
Albums de Melvins
Three Men and a Baby
(2016) A Walk With Love and Death
(2017)
Basses Loaded est un album du groupe de rock américain les Melvins, sorti en 2016.

## Présentation
Cet album regroupe tous les membres qui ont fait partie du groupe au cours de la décennie précédente, avec une attention particulière accordée aux bassistes.
Steven McDonald, des groupes Redd Kross et Off!, fait ses débuts avec Melvins en tant que membre le plus récent. En outre, le cofondateur de Nirvana, Krist Novoselic, fait une apparition comme invité.
Neuf des chansons de l'album ont déjà été diffusées par Amphetamine Reptile Records sur deux EP en édition limitée (Beer hippy et War pussy) et dans un split avec Le Butcherettes (Chaos as Usual).
Une version de la chanson Choco plumbing apparaît dans Oncle Grandpa (Uncle Grandpa, série d'animation américaine), dans l'épisode Oncle Melvins (Saison 3, épisode 4).

## Liste des titres
Toutes les chansons sont écrites et composées par Les Melvins, sauf annotation.
| 1.    | The decay of lying                                                  | 6:35 |
| 2.    | Choco plumbing                                                      | 4:11 |
| 3.    | Beer hippie                                                         | 5:15 |
| 4.    | I Want to Tell You (reprise des Beatles, écrit par George Harrison) | 3:13 |
| 5.    | Captain come down                                                   | 2:54 |
| 6.    | Hideous women                                                       | 3:04 |
| 7.    | Shaving cream (Benny Bell)                                          | 2:31 |
| 8.    | Planet destructo                                                    | 6:05 |
| 9.    | War pussy                                                           | 2:47 |
| 10.   | Maybe I'm amused                                                    | 2:45 |
| 11.   | Phylis dillard                                                      | 4:21 |
| 12.   | Take Me Out to the Ball Game (Jack Norworth, Albert Von Tilzer)     | 2:07 |
| 45:48 |                                                                     |      |

|  | Across The USA In 51 Days: The Movie! |

Notes
- Édition spéciale pour la tournée de l'été 2016 contenant à la fois l'album Basses Loaded et le DVD Across The USA In 51 Days: The Movie!.
- Limité à seulement 18 exemplaires étiquetés, signés, griffonnés et individualisés.

## Crédits

### Membres du groupe
- King Buzzo : guitare, chant
- Dale Crover : batterie, basse, chant
- Steven McDonald (Redd Kross) : basse, chant
- Jared Warren (en) (Big Business (en)) : basse, chant
- Trevor Dunn (Mr. Bungle) : basse
- Krist Novoselic (Nirvana) : basse, accordéon
- Mike Dillard : batterie, chant
- Coady Willis (en) : batterie, chant
- Jeff Pinkus (en) : basse
- Kristy Joy : chœur

### Équipes technique et production
- Production : Melvins, Toshi Kasai
- Ingénierie, enregistrement : Toshi Kasai
- Artwork : Mackie Osborne